# Friedel Schuster
Friedel Schuster (* 12. Mai 1903 in Remscheid; † 20. Januar 1983 in Mendig, bei Andernach am Rhein) war eine deutsche Operettensängerin (Sopran), Filmschauspielerin und Synchronsprecherin.

## Leben
Friedel Schuster erhielt ihre musikalische Gesangsausbildung an der Musikhochschule Berlin. Ihr Debüt gab sie 1930 mit einem Liederabend in Berlin. Sie begann ihre Bühnenkarriere Anfang der Dreißigerjahre als Soubrette an der Städtischen Oper Berlin-Charlottenburg, wo sie in der Spielzeit 1931/32 festes Ensemblemitglied war. 1931 trat sie am Großen Schauspielhaus Berlin in den Max-Reinhardt-Inszenierungen der Schönen Helena und Hoffmanns Erzählungen auf. Sie hatte anschließend Theaterengagements am Deutschen Theater Berlin (1931–1932), beim Kabarett der Komiker in Berlin (1932–1933), am Theater am Kurfürstendamm (1933–1934), an der Komischen Oper Berlin, am Komödienhaus und der Komödie Berlin (Spielzeit 1935/36), am Theater im Admiralspalast (Spielzeit 1936/37), am Renaissance-Theater Berlin (1939–1943) und am Metropoltheater Berlin (Spielzeit 1943/44; vor der kriegsbedingten Schließung aller Theater). Sie war in jenen Jahren als Operetten- und Rundfunksängerin sehr bekannt. Großen Erfolg hatte sie 1938 in Berlin mit der Titelrolle in Paul Linckes Operette Frau Luna.
Nach dem Zweiten Weltkrieg wechselte sie ins Schauspielfach und wirkte in Berlin als Theaterschauspielerin, so am Hebbeltheater Berlin (1945; als Metella in Pariser Leben), an der Komödie Berlin (1947–1948) und am Schloßparktheater Berlin (1951–1953; als Gast). Außerdem gab sie zahlreiche Gastspiele am Renaissance-Theater Berlin und am Theater am Kurfürstendamm. Sie spielte u. a. in Stücken von François Mauriac, Edgar Wallace, Edmund Wolf (1910–1997), Christopher Fry, Ernst Penzoldt, Eugène Scribe (Lady Churchill in Das Glas Wasser, Schloßparktheater 1951) und Louis Verneuil.
Schuster wirkte auch in musikalischen Filmen mit. Sie spielte 1931 in der Operettenverfilmung Viktoria und ihr Husar nach Paul Abraham die Viktoria an der Seite von Michael Bohnen und Iván Petrovich. Sie sang darin die Operettenschlager Nur ein Mädel und Rote Orchideen. Ihr Filmdebüt wurde ein großer Erfolg. 1933 konnte man sie neben Lilian Harvey, Conrad Veidt und Heinz Rühmann in Ich und die Kaiserin erleben.
Über ihr Privatleben ist nichts bekannt. Vermutlich zu Beginn der 1930er Jahre heiratete sie ihren Schauspielerkollegen Iván Petrovich. Nach dem Kriege begann 1949 ihre Laufbahn als Synchronsprecherin. Zu ihren Synchronrollen gehörten u. a. Myrna Loy (Im Dutzend billiger, Im Dutzend heiratsfähig, Nur meiner Frau zuliebe), Paulette Goddard (Die Gleichgültigen), Jessie Royce Landis (Über den Dächern von Nizza, Der unsichtbare Dritte) oder Angela Lansbury (Blaues Hawaii). Des Weiteren lieh sie ihre Stimme diversen Disneyfiguren: Bambis Mutter in Bambi, Madame Mim in Die Hexe und der Zauberer oder der bösen Stiefmutter in Cinderella.
In den 1960er Jahren wirkte sie nochmals in mehreren Spiel- und Fernsehfilmen mit, so 1968 als Lady Sharringham in der Edgar-Wallace-Verfilmung Der Mann mit dem Glasauge. „Friedel Schuster als Lady Sharringham kann sich zugute halten, eine der eindrucksvollsten Gangsterrollen der Serie geliefert zu haben. Man wünscht ihr die Pest an den Hals.“ (Florian Pauer: Die Edgar-Wallace-Filme)

## Tondokumente
Der Katalog des Musikarchivs bei der DNB kennt 20 Einträge von Friedel Schuster. Sie nahm Schallplatten bei Lindströms Odeon-label und bei Telefunken auf.

## Synchronrollen (Auswahl)
- 1933: Für Margaret Dumont in Die Marx Brothers im Krieg als Misses Teasdale
- 1941: Für Betty Noyes in Dumbo als Dumbos Mutter
- 1947: Für Myrna Loy in So einfach ist die Liebe nicht als Margaret Turner
- 1950: Für Myrna Loy in Im Dutzend billiger als Mrs. Lillian Gilbreth
- 1957: Für Norma Varden in Zeugin der Anklage als Emily Jane French
- 1961: Für Angela Lansbury in Blaues Hawaii als Sarah Lee Gates
- 1962: Für Jessie Royce Landis in Sexy! – Männer gehören an die Leine als Ethel Williams
- 1963: Für Martha Wentworth in Die Hexe und der Zauberer als Hexe Mim
- 1971: Für Margaret Whiting in Der Mittler als Mrs. Manderlay

## Filmografie

### Spielfilme
- 1931: Viktoria und ihr Husar
- 1933: Ich und die Kaiserin
- 1933: The Only Girl [= englischsprachige Version von Ich und die Kaiserin]
- 1957: Träume von der Südsee
- 1969: Der Mann mit dem Glasauge

### Fernsehfilme
- 1954: Räubergeschichte
- 1959: Die Liebe des Jahres. Eine musikalische Groteske
- 1965/1966:  Leben wie die Fürsten
- 1971: Der trojanische Sessel